# Object (ding)
Een object is een materieel (tastbaar) iets, veelal bestaand uit vaste, levenloze materie. Een object kan zowel onroerend goed, met name gebouwen en (infrastructurele) kunstwerken betreffen, als roerend goed (voorwerpen), bijvoorbeeld meubilair, auto's,  kunstobjecten en archeologische artefacten.
In bijvoorbeeld de natuurkunde kan de term zodanig ruim gebruikt worden dat mensen en dieren er ook onder vallen. In een andere context kan het reduceren ('objectiveren') van mensen (en dieren) tot objecten als immoreel worden gezien. Het gebruik van mensen als lustobject, en slavernij, zijn twee vormen van ontmenselijking, waarbij individuen worden aangetast in hun autonomie.